# Lendelede
Lendelede è un comune belga di 5 749 abitanti, situato nella provincia fiamminga delle Fiandre Occidentali.